# SIC Mobile
A SIC Mobile é o canal da SIC nos telemóveis onde se pode ver a emissão em directo e repetição de programas da estação de Carnaxide. A SIC Mobile ficou disponível a 9 de maio de 2008 em emissão regular e para as 3 operadoras móveis. Só a Vodafone emitia alguns programas e alguma emissão em directo deste canal desde Abril de 2007, fazendo o mesmo com a TVI Mobile que surgiu na mesma altura.
A SIC Notícias juntou-se à SIC Mobile e torna-se assim o primeiro canal de informação em português, em simulcast, presente no telemóvel e veio juntar-se à Euronews..